# کانن ئی‌اواس-۳

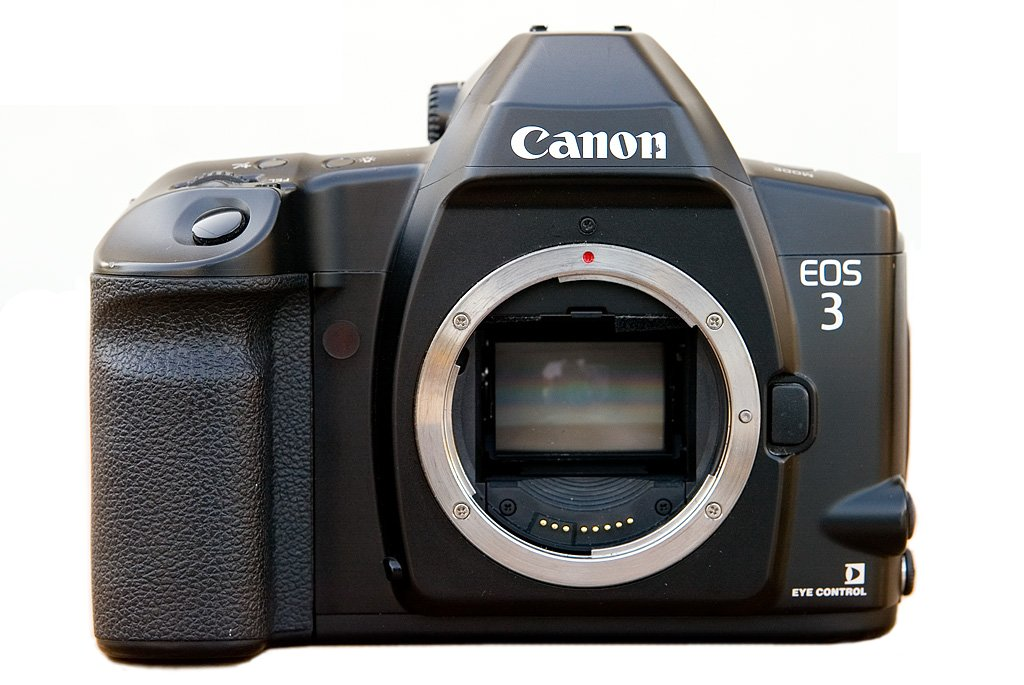
تصویری از این دوربین از جلو

کانن ئی‌اواس-۳ (به انگلیسی: Canon EOS-3) یک دوربین عکاسی تک‌لنزی بازتابی ساخت شرکت کانن است.